# Benedict McCarthy
Benedict Saul « Benni » McCarthy, né le 12 novembre 1977 au Cap en Afrique du Sud, est un footballeur international sud-africain.
McCarthy est, avec 32 buts à son actif, le footballeur qui a marqué le plus de buts en équipe nationale sud-africaine.

## Biographie
Benni McCarthy naît au Cap. Il grandit à Hanovre Appartment dans le quartier de Cape Flats, une zone connue pour son taux de chômage élevé et la violence de ses gangs. Il est le fils de Dudley et Dora McCarthy et a deux frères et une sœur. Son ainé, Jerome McCarthy est lui aussi footballeur professionnel aux Kaizer Chiefs puis aux Rangers Manning.

### Carrière en club
McCarthy commence à jouer au football dans le club local de Young Pirates qui est géré par ses oncles. Il part ensuite rejoindre les équipes de jeunes d’un club amateur, les Crusaders. À l’âge de 17 ans, il est recruté par un des clubs professionnels du Cap, le Seven Stars Football Club.
Au Seven Stars, il inscrit seulement un but en 29 matches au cours de l'année 1995-1996. Sa deuxième année sous le maillot de l'équipe du Cap le voit exploser avec 12 buts en 20 matches. Il tape alors dans l'œil de l'équipe de Cape Town Spurs (devenu depuis 1999 Ajax Cape Town FC) qui le recrute durant l'été 1997. Ses buts en club mais surtout ses performances à la Coupe d'Afrique des nations junior 1997 et à la Coupe du monde de football des moins de 20 ans 1997 en Malaisie décident l'Ajax d'Amsterdam qui a un partenariat poussé avec l'Ajax Cape Town FC à le faire venir dans la capitale hollandaise. Au cours de la saison 1997-1998, il inscrit 9 buts en 16 apparitions sous le maillot rouge et blanc mythique et devient Champion des Pays-Bas. Sa seconde saison à Amsterdam est tout aussi réussie avec 11 buts en 19 matches mais son club finit seulement sixième. À la fin de cet exercice, il rejoint les rangs du Celta Vigo pour 6 millions d'euros, somme importante alors. C'est d'ailleurs à cette époque un record pour un joueur sud-africain.
En Galice, il ne brille pas, ne marquant que 16 buts en deux saisons, et cela malgré la confiance accordée par l'entraineur de l'équipe de Vigo, Víctor Fernández. Il joue en effet 63 matches en deux saisons mais n'est pas à la hauteur de l'investissement consenti par les dirigeants du club espagnol qui décide de le prêter au FC Porto en décembre 2001 et jusqu'à la fin de saison. À Porto, et sous les ordres de José Mourinho, il aide le club à décrocher la 3e place directement qualificative pour la Coupe de l'UEFA en marquant 12 buts en 11 matches lors de cette demi-saison très réussie (où il brille également avec la sélection sud africaine qui atteint les quarts de finale de la Coupe d'Afrique des nations de football 2002 en février). À l'été 2002, McCarthy souhaite rester à Porto mais les Portugais n'ont pas les moyens de régler le transfert du Sud-Africain, qui doit donc retourner au Celta Vigo.
En 2002-2003, il passe une bonne partie de la saison sur la banc du Celta Vigo jouant seulement 19 matches. Comprenant qu'il ne fait plus partie des plans de l'entraineur, il donne son accord à la fin de la saison pour un transfert définitif au FC Porto qui vient de gagner la Coupe de l'UEFA et vient de dégager des fonds après la vente d'Helder Postiga à Tottenham. Il est acquis pour 3,5 millions d'euros.
Réalisant une saison pleine sous le maillot de Porto, il participe grandement au triomphe des Dragons dans la Ligue des champions de l'UEFA 2003-2004 et en championnat (19 buts) inscrivant notamment un hat-trick durant la dernière journée du Championnat du Portugal de football D1 2003-2004. Porto avec à sa tête José Mourinho et en son sein les meilleurs joueurs portugais du moment (Maniche, Deco, Ricardo Carvalho), apparait alors comme l'une des équipes les mieux organisées et les plus efficaces du continent. McCarthy joue une partie de la finale de la Ligue des champions contre l'AS Monaco (3-0) entrant à la 78e minute en remplacement de Derlei. À la suite de l'arrivée de Luigi Del Neri à la place de Mourinho, il joue moins de matchs lors de la saison 2004-2005 (31 matches) mais reste le meilleur buteur de l'équipe (11 buts en Championnat). Lors du départ de l'Italien au cours de l'hiver 2005 et à l'arrivée de Víctor Fernández (son ancien entraîneur à Celta Vigo avec qui il restait en conflit ouvert depuis son départ de Galice), McCarthy, mécontent, fait pression pour quitter le FC Porto pour rejoindre l'Angleterre et Everton qui cherche une pointure pour remplacer Wayne Rooney. Mais ses dirigeants restent intransigeants et pose leur véto à ce départ. Malgré les appels du pied, d'Everton puis de Blackburn Rovers et de West Ham United, il reste chez les Dragons ou il décroche un nouveau titre de Champion à l'issue de la saison 2005-2006.
Le 28 juillet 2006, il signe finalement aux Blackburn Rovers pour 2,7 millions d'euros. Il marque son premier but pour les Rovers en Coupe de l'UEFA lors du match aller apposant son équipe au Red Bull Salzbourg (score final 2-2) et marque de nouveau lors du match retour. Cette saison saison 2006-2007 est une excellente saison pour le Sud-Africain qui est cette saison-là le deuxième meilleur buteur du Championnat avec 18 buts derrière Didier Drogba (20 buts). Il marque cette saison-là 24 buts en 50 matches dans ce qui reste pour le moment comme la meilleure saison de McCarthy en Angleterre.
La saison suivante est plus difficile pour le Sud-Africain qui doit faire face à la concurrence du Paraguayen Roque Santa Cruz de Jason Roberts et Matt Derbyshire. Souvent remplaçant, il réussit néanmoins à inscrire 11 buts en 38 apparitions sous le maillot des bleus et blancs. 
À la suite du recrutement de Carlos Villanueva et Robbie Fowler, Benny McCarthy voit encore son temps de jeu réduit durant la saison 2008-2009. Il joue 33 matches (dont 28 seulement en Championnat) mais parvient une nouvelle fois à tirer son épingle du jeu en inscrivant 13 buts. Durant trois saisons et demie (de l'été 2006 à janvier 2010 date de son dernier match avec les Rovers), le Sud-Africain a marqué 52 buts en 140 matches.
Le 1er février 2010 et afin de se distinguer avant la Coupe du monde de football de 2010 organisée dans son pays, McCarthy rejoint les rangs de West Ham United. Il signe un contrat de deux ans et demi en faveur du club londonien pour un montant de 2,7 millions d'euros mais se blesse dès son premier match le 6 février 2010 à Burnley (défaite 2-1). Son absence de six semaines (ainsi qu'un certain embonpoint et des problèmes de comportement dans un match de préparation avec la sélection) auront des conséquences sur sa non-sélection dans le groupe des 23 joueurs sud-africains qui disputent la Coupe du monde en juin 2010. Il faisait pourtant partie de la liste des 30 joueurs pré-sélectionnés par Carlos Alberto Parreira, le sélectionneur des bafana-bafana.
Le 6 juin 2013, le joueur sud-africain annonce qu'il met un terme à sa carrière professionnelle.

### Carrière en équipe nationale
Benny McCarthy joue son premier match avec les bafana-bafana le 4 juin 1997 contre les Pays-Bas (défaite 2-0).
Pour sa première grande compétition avec l'équipe d'Afrique du Sud, il est le meilleur buteur de la Coupe d'Afrique des nations de football 1998 au Burkina-Faso (avec 7 buts) à égalité avec l'Égyptien Hossam Hassan. Réussissant l'exploit de marquer quatre buts en seulement 13 minutes contre la Namibie le 18 février 1998 en poule, il est l'un des principaux artisans (avec Mark Fish ou Lucas Radebe) de l'excellent parcours des bafana-bafana durant cette compétition qui arrivent en finale, vaincus seulement par l'Égypte 2 à 0.
Présent pour la phase finale de la Coupe du monde de football de 1998 en France, il inscrit le but de l'égalisation de son équipe contre le Danemark lors du deuxième match de poule (score final: 1-1) mais reste muet contre la équipe de France (défaite 3-0) et contre l'équipe d'Arabie saoudite (2-2). Ce match nul élimine la sélection sud-africaine qui termine à la 3e place du groupe A.
Quatre ans plus tard pour la Coupe du monde de football de 2002 en Corée du Sud et au Japon, McCarthy et la sélection sud-africaine terminent de nouveau à la 3e place de son groupe du premier tour et ne disputent donc pas les huitièmes de finale. Auteur d'un match nul (2-2) contre Paraguay, victorieux de la Slovénie 1-0, les bafana-bafana cède 3-2 contre l'Espagne. Contre la seleccion, McCarthy inscrit son deuxième but en Coupe du monde à la 31e minute de la rencontre.
Meilleur buteur de la sélection sud-africaine, McCarthy bat le record de buts de Shaun Bartlett (29 buts) à l'occasion d'un match amical contre le Paraguay (victoire 3-0) le 26 mars 2008 à Atteridgeville.
Longtemps blessé, McCarthy n'est pas retenu le 1er juin 2010 par le sélectionneur sud-africain Carlos Alberto Parreira pour la Coupe du monde en Afrique du Sud. Jugé hors de forme par de nombreux observateurs (avec notamment un certain embonpoint), McCarthy paie également quelques écarts de conduite durant les stages et matches de préparation de la sélection sud-africaine avant la Coupe du monde. Véritable star en Afrique du Sud, McCarthy, en balance pour la sélection depuis déjà quelques mois, a, un temps, bénéficié du soutien du président de la République sud-africaiane, Jacob Zuma, qui, le 18 septembre 2009, se positionna pour son maintien dans le groupe bafana-bafana: « Nous avons besoin d’un joueur comme McCarthy, pas seulement parce que c’est un bon buteur, mais parce qu’il encouragera les jeunes joueurs et qu’il perturbera nos adversaires ». 
L'attaquant sud-africain, meilleur buteur de l'histoire des Bafana Bafana, a annoncé le dimanche 6 novembre 2011 qu'il prenait sa retraite internationale: « Il est temps qu'ils commencent à construire une équipe avec de nouveaux talents », a déclaré à l'agence Sapa l'ancien numéro 17 des Bafana Bafana.
Quelques chiffres:
- 79 sélections, 32 buts en équipe d'Afrique du Sud (au 31 août 2008) - Record du nombre de buts en sélection
- Participation à 2 Coupes du monde : 1998 (3 matchs) et 2002 (3 matchs)
- Participation à 3 Coupe d'Afrique des nations : 1998 (6 matchs), 2002 (4 matchs) et 2006 (2 matchs)
- Participation aux Jeux olympiques d'été de 2000 (3 matchs)

## Statistiques
| Saison             | Club                            | Pays           | Championnat           | Championnat | Championnat | Championnat  | Championnat  | Coupe d'Europe | Coupe d'Europe | Coupe d'Europe |
| Saison             | Club                            | Pays           | Division              | Matchs      | Buts        | Cartons      | Cartons      | Type           | Matchs         | Buts           |
| ------------------ | ------------------------------- | -------------- | --------------------- | ----------- | ----------- | ------------ | ------------ | -------------- | -------------- | -------------- |
| Saison             | Club                            | Pays           | Division              | Matchs      | Buts        | Carton jaune | Carton rouge | Type           | Matchs         | Buts           |
| 1997 - 1997 (déc.) | Ajax Cape Town                  | Afrique du Sud | Premier Soccer League | 7           | 3           | ?            | ?            | -              | -              | -              |
| 1997 (déc.) - 1998 | Ajax Amsterdam                  | Pays-Bas       | Eridivisie            | 17          | 9           | ?            | ?            | -              | -              | -              |
| 1998 - 1999        | Ajax Amsterdam                  | Pays-Bas       | Eredivisie            | 19          | 11          | ?            | ?            | -              | -              | -              |
| 1999 - 2000        | Celta Vigo                      | Espagne        | Liga                  | 31          | 8           | ?            | ?            | C3             | 7              | 6              |
| 2000 - 2001        | Celta Vigo                      | Espagne        | Liga                  | 18          | 0           | ?            | ?            | C3             | 6              | 1              |
| 2001 - 2001 (déc.) | Celta Vigo                      | Espagne        | Liga                  | 2           | 0           | 1            | 0            | C3             | 2              | 1              |
| 2001 (déc.) - 2002 | FC Porto (Prêté par Celta Vigo) | Portugal       | Primeira Liga         | 11          | 12          | ?            | ?            | -              | -              | -              |
| 2002 - 2003        | Celta Vigo                      | Espagne        | Liga                  | 14          | 2           | ?            | ?            | C3             | 5              | 3              |
| 2003 - 2004        | FC Porto                        | Portugal       | Primeira Liga         | 29          | 20          | ?            | ?            | -              | -              | -              |
| 2004 - 2005        | FC Porto                        | Portugal       | Primeira Liga         | 23          | 11          | ?            | ?            | C1             | 8              | 3              |
| 2005 - 2006        | FC Porto                        | Portugal       | Primeira Liga         | 23          | 3           | 1            | 0            | C1             | 4              | 1              |
| 2006 - 2007        | Blackburn Rovers                | Angleterre     | Premier League        | 36          | 19          | 6            | 3            | C3             | 8              | 3              |
| 2007 - 2008        | Blackburn Rovers                | Angleterre     | Premier League        | 31          | 8           | 2            | 1            | C3             | 2              | 0              |
| 2008 - 2009        | Blackburn Rovers                | Angleterre     | Premier League        | 28          | 10          | ?            | ?            |                | -              | -              |
| 2009 - (jan.) 2010 | Blackburn Rovers                | Angleterre     | Premier League        | 14          | 1           | 0            | 0            |                | -              | -              |
| (jan.) 2010-2011   | West Ham United                 | Angleterre     | Premier League        | 13          | 0           | 2            | 0            | -              | 0              | 0              |
| 2011 - 2013        | Orlando Pirates                 | Afrique du Sud | Premier Soccer League | 2           | 2           | 0            | 0            | -              | -              | -              |

## Palmarès

### Équipe nationale
- Coupe d'Afrique des nations :
  - Finaliste : 1998

### Clubs
- Ligue des champions (1) :
  - Vainqueur : 2004

- Supercoupe du Portugal (1) :
  - Vainqueur : 2003

- Championnat du Portugal (2) :
  - Champion : 2004 et 2006

- Championnat des Pays-Bas (1) :
  - Champion : 1998

- Coupe des Pays-Bas (2) :
  - Vainqueur : 1998 et 1999

## Parcours d'entraineur
- 2017-2019 :  Cape Town City FC
- 2020-2022: AmaZulu FC